# سید کاظم ذوالانوار
سید محمد کاظم ذوالانواری (۲۷ اسفند ۱۳۲۶ – ۳۰ فروردین ۱۳۵۴) معروف به  شهید ذوالانوار، چریک، مهندس و از اعضای کادر مرکزی سازمان مجاهدین خلق بود. وی پیش از مجید شریف واقفی در مرکزیت سازمان بود. سید کاظم، همچنین در دهه پنجاه برای سازمان عضوگیری نیز می‌کرد.

## زندگی

### تولد
سید کاظم ذوالانواری در روز جمعه ۲۷ اسفند ۱۳۲۶، مصادف با ۷ جمادی‌الاولی ۱۳۶۷ در محله دهنادی (از محله‌های قدیمیِ) شیراز به دنیا آمد. پدر او آیت‌الله سید جعفر ذوالانواری و مادر وی زهرا تمکین بود.

### تحصیلات
تحصیلات ابتدایی و متوسطه را در زادگاهش ([شیراز]) گذراند و در دوران نوجوانی و جوانی در جلسات قرآن و تفسیر شرکت می‌کرد. در سال ۱۳۴۴ به دانشکده کشاورزی تهران راه یافت.

## مبارزات سیاسی

### عضویت در سازمان
مهندس ذوالانواری، در سالهای دانشجویی با عبدالرسول مشکین‌فام آشنا شد و از طریق وی به سازمان پیوست.

### دستگیری
سید کاظم در مهر ۱۳۵۰ در اداره کشاورزی مشهد دستگیر شد. اما در مسیر انتقال به ساواک ضمن درگیری با پلیس موفق به فرار شد و از آن پس به زندگی مخفی روی آورد. در این دوره زندگی مخفیانه او توانست به همراه دو عضو دیگر مذهبی و مسلمان سازمان، رضا و احمد رضایی، تشکیلات از هم پاشیده را سازماندهی کند و چندین عملیات انجام دهد. عملیات‌های انفجاری در خرداد ۱۳۵۱، به هنگام ورود نیکسون به ایران مهم‌ترین آن‌ها بود که البته تلفات جانی نداشت.
روز ۱۲ مهر سال ۱۳۵۱، آخرین روز زندگی مخفی ذوالانوار بود. دستگیری او در یک عملیات گسترده ساواک اتفاق افتاد و مقاصد بعدی او شکنجه‌گاه‌های زندان‌های کمیته مشترک، زندان سیاسی قصر وزندان اوین بودند.

### اعدام
در ۳۰ فروردین ۱۳۵۴ او را به همراه مصطفی جوان خوشدل از اعضای سازمان مجاهدین خلق، و ۷ تن از افراد سازمان چریک‌های فدایی خلق ایران، حسن ضیاءظریفی، عزیز سرمدی، عباس سورکی، مشعوف کلانتری، محمد چوپانزاده، احمد جلیل افشار و بیژن جزنی تیرباران شدند.
بعد از پیروزی انقلاب ۵۷، بهمن نادری پور (معروف به تهرانی) از اعضای ساواک در دادگاه می‌گوید:
«در روز پنجشنبه ۲۹ فروردین رضا عطارپور مجرد تلفنی به من اطلاع داد که کاظم ذوالانوار را به بازداشتگاه اوین منتقل نمایم، در آن موقع سرهنگ وزیری (رئیس وقت زندان اوین) تأکید کرد که این کار باید فوری انجام شود و قرار گذاشت که ناهار را در رستوران هتل آمریکا واقع در خیابان تخت جمشید حاضر شوم. کاظم ذوالانوار به بازداشتگاه با یک نامه فرستاده شد. ساعت ۲:۳۰ به رستوران رسیدم. رضا عطارپور، محمدحسن ناصری، پرویز بهمن‌فرنژاد معروف به دکتر جوان، سعدی جلیل اصفهانی معروف به بابک، ناصر نوذری معروف به رسولی و محمدعلی شعبانی معروف به حسینی هم تقریباً هم‌زمان با من آمده بودند. ترکیب افراد برای صرف غذا با هم جور درنمی‌آمد. عطارپور گفت که حسینی و رسولی زندانیان را از زندان اوین تحویل می‌گیرند و ما در قهوه‌خانه اکبر اوینی در نزدیکی بازداشتگاه اوین منتظر می‌شویم و با سرهنگ وزیری به محل می‌رویم. سپس بعد از نیم‌ساعت به سوی قهوه‌خانه راه افتادیم رسیدیم. رسولی و حسینی زندانیان را تحویل گرفته و سرهنگ وزیری در حالیکه لباس نظامی به تن داشت خود را آماده کارزار با عده‌ای کرده بود که هم دستشان بسته بود و هم چشمشان. با راهنمایی او و به دنبال مینی‌بوس حامل زندانیان به بالای ارتفاعات بازداشتگاه اوین رفتیم و سرهنگ وزیری با بی‌سیم گفت هیچ‌کس اجازه ندارد تا دستور ندادم بالا بیاید. زندانیان را پیاده کرده به ردیف روی زمین نشاندند در حالی که دست‌ها و چشمانشان بسته بود، سپس رضا عطارپور فاتحانه پا پیش گذاشته و گفت همان‌طور که شما و رفقای شما در دادگاه‌های انقلابی خود رهبران و همکاران ما را محکوم کرده و حکم را اجرا می‌کنید ما هم شما را محکوم کرده و می‌خواهیم حکم را اجرا کنیم. بیژن جزنی و چند نفر دیگر به این عمل اعتراض کردند.»
اما اعتراض‌های آن ۹ نفر به جایی نمی‌رسد و رگبار مسلسل را به سمتشان می‌گیرند: «اولین کسی که رگبار مسلسل را به سوی آن‌ها بست سرهنگ وزیری بود و از آن‌جایی که گفتند همه باید شلیک کنند همه شلیک کردند، من نفر چهارم یا پنجم بودم که شلیک کردم.» با تعریف این خاطره دادگاه به هم ریخت خصوصاً آنجا که تهرانی گفت که دست‌های آن ۹ نفر بسته و روی زمین نشسته بودند: «بعد سعدی جلیل اصفهانی بالای سر همه رفت و در تیر خلاص شرکت کرد». جلسه دادگاه به خاطر ناراحت شدن برخی خانواده‌ها تعطیل شد و به سومین روز کشید. تهرانی در جلسه بعدی دادگاه گفت: «اجساد آن‌ها را داخل مینی‌بوس گذاشته و به بیمارستان ۵۰۱ ارتش تحویل دادیم. ضمناً چشم‌بند و پابندها به‌وسیله من و رسولی انجام شده بود. لباس‌های خون‌آلود و چشم‌بندهای مقتولین به دستور عطارپور، توسط من و رسولی سوزانده شد تا مدرکی باقی نماند.»

## گزارش رسمی ساواک از جریان اعدام
علی‌رغم اعدام ۹ چریک که برای ایجاد رعب در دل سایر زندانیان و انتقام آنان انجام شده بود، در رسانه‌های رسمی، جریان اعدام آنان به گونه دیگری اعلام شد: «۹ زندانی حین فرار کشته شدند.» چرا آن نه نفر در حال گذراندن احکام زندان خود بودند و اعدام آنان اقدامی غیرقانونی بود.

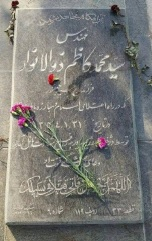
سنگ مزار سید کاظم ذوالانواری

بهمن نادری پور در اعترافات خوب می‌گوید: «روز بعد (از اعدام)، متنی به وسیلهٔ رضا عطارپور مجرد برای روزنامه‌ها تهیه شد که در آن عنوان شده بود این ۹ نفر در جریان انتقال از زندان به زندان دیگر، قصد فرار داشتند که مورد هدف گلولهٔ مأموران قرار گرفتند. این متن به دو دلیل بسیار ناشیانه تهیه شده بود اولاً همهٔ آن‌ها از روبه‌رو هدف گلوله قرار گرفته بودند، پس قصد فرار نداشتند. ثانیاً نحوهٔ انتقال زندانی طوری نبود که بتوان قبول کرد که قصد فرار در بین بوده است.»

### محل دفن
پیکر کاظم و ۸ نفر از همراهانی که با وی تیرباران شدند؛ در ساعت ۲ بعد از ظهر روز ۳۰ فروردین ۱۳۵۴ به سردخانه بیمارستان ۵۰۱ ارتش انتقال یافت و به دستور ساواک شب هنگام ساعت ۲۳ اجساد عازم بهشت زهرا شده و کارکنان بهشت زهرا به دستور مأموران ساواک آن‌ها را با همان سر و وضع خونین داخل قبرها گذاشتند و دفن کردند. این اقدام کاملاً محرمانه سبب شد تا خانواده‌های آن ۹ نفر زندانی تا انقلاب ۵۷ از محل دفن آن‌ها بی‌خبر باشند. سید کاظم ذوالانواری در قطعه ۳۳ بهشت زهرا که بیشتر مختص مبارزان سیاسی اعدام شدهٔ قبل از انقلاب ۵۷ است؛ در ردیف ۱۱۲ شماره ۹ دفن شده است،

## عقاید مذهبی
سید کاظم ذوالانواری نه تنها پدری روحانی و خانواده‌ای مذهبی داشت، بلکه خود دل در گرو تعالیم اسلامی بود. به همین علت وی به همراه سران اولیه سازمان از افراد مذهبی و مسلمان سازمان بود. تغییر ایدئولوژیک سازمان به سمت مارکسیسم بعد از اعدام وی کم‌کم صورت گرفت.

## آثار مرتبط
آزاده اخلاقی در یک پروژهٔ سه ساله عکاسی به نام «به روایت یک شاهد عینی»، صحنهٔ اعدام سید کاظم ذوالانواری، بیژن جزنی و سایر چریکهای مذکور بر روی تپه‌های اوین را بازسازی کرده.